# Que Pasa
Que Pasa was een radioprogramma dat van februari 2011 tot juni 2016 op vrijdagavond werd uitgezonden op het Vlaamse radiostation Qmusic. Het had als slogan Vrienden van de vrijdag.

## Ontstaan
Op 4 februari 2011 ging het programma Que Pasa van start met Peter Verhoeven, Jolien Roets en Vincent Vangeel. Per september 2012 kreeg Roets een nieuw programmablok toegewezen en werd ze vervangen door Eline De Munck. Na de zomer van 2014 keerde Que Pasa een tijdje niet meer in de programmering terug, maar op 27 februari 2015 werd een doorstart gemaakt met Vincent Vangeel en Marcia Bwarody als presentatieduo. Bwarody startte enkele maanden later met een ander radioprogramma, waardoor ze vanaf september 2015 alweer werd vervangen door Jolien De Greef. Ook zij haakte korte tijd later alweer af, waardoor Vincent Vangeel het programma vanaf januari 2016 alleen presenteerde. 
Op 24 juni 2016 werd de laatste aflevering van Que Pasa uitgezonden.

## Programmaformat
Het programma heeft als doel het eerste feestje van het weekend te zijn. Daarom wordt er veel muziek gedraaid, afgewisseld met gesprekken tussen de presentatoren en/of aanwezige gasten. De muziek verschilt van de muziek in de andere programma’s op Qmusic. In Que Pasa worden vaak remixes en mash-ups gedraaid van bekende hits. Ook zijn er regelmatig nieuwe songs van artiesten. In elke uitzending komt er ook een uur lang een centrale gast mee presenteren, dat is altijd een bekende Vlaming.
Regelmatig komen er ook artiesten of bands langs om live op te treden in de Q-lounge of in de studio. Tijdens het laatste halfuur (sinds september 2015: het laatste uur) van het programma komt er een dj een live set draaien.

## Programmarubrieken
Fluit na de beschuitDe centrale gast eet een beschuit en probeert daarna een bekend liedje te fluiten. Een luisteraar aan de lijn moet het nummer proberen te herkennen.
De dilemma-macarenaDe centrale gast krijgt een aantal dilemma's terwijl hij de Macarena moet dansen.
Speel meeVoluit heet het: Speel Mee Voor Een Prijs Waaraan Je Op Het Eerste Gezicht Niet Veel Hebt Maar Die Bij Nader Inzien Toch Wel Heel Nuttig Kan Zijn. Volgens de presentatoren heet het spel zo “omdat er geen betere titel te bedenken was”. Twee luisteraars spelen samen met elkaar. De ene krijgt via een sms vijf woorden die hij binnen de minuut moet omschrijven aan de andere. Kan hij de vijf woorden raden, dan winnen ze vijf identieke prijzen, “die op het eerste gezicht niet veel lijken, maar bij nader inzien toch heel nuttig kunnen zijn”. Na het spel bellen de presentatoren opnieuw naar een van de twee kandidaten en leggen ze uit dat ze de prijs, gekozen door de centrale gast, toch niet zo goed vinden en dat er ook nog dvd’s in de prijzenkast liggen. De kandidaat mag kiezen tussen de oorspronkelijke prijs of de dvd’s.
Dr. VOver wat men moet zeggen als het gesprek tijdens een blind date stilvalt.
Party gameEen luisteraar die dezelfde avond een feest of een fuif organiseert, mag daarvoor reclamemaken op de radio. Hij krijgt zes vragen en per goed antwoord wint hij tien seconden. Nadien mag hij tijdens de gewonnen seconden reclamemaken zonder dat de presentatoren hem onderbreken.
Het kortste feestjeEen luisteraar die niet kan gaan feesten, krijgt het Kortste Feestje Ter Wereld. De presentatoren laten een minuut lang luide muziek horen en vragen hem nadien wat er gebeurd is tijdens het feestje.
Het rad van de waarheidIn de studio staat een rad met getallen. De centrale gast moet een draai aan het rad geven. Bij elk getal hoort een vraag die hij moet beantwoorden.

## Que Pasa Party
In 2013, 2014 en 2015 werd in juli en augustus elke vrijdagavond een Que Pasa Party georganiseerd tijdens het programma aan het Q-Beach House, de zomerse radiostudio op het strand van Oostende. Concreet werden de dj-sets die anders maar een half uur duurden, uitgebreid tot anderhalf uur en konden ze door iedereen vrijblijvend worden bijgewoond. De sets werden integraal uitgezonden en tussendoor werden enkele toeschouwers door de presentatoren geïnterviewd.
Op 4 december 2015 werd een extra Que Pasa Party georganiseerd in discotheek Versuz in Hasselt, ten voordele van de Rode Neuzen Dag. En op vrijdag 26 februari 2016 vond er een Que Pasa Party plaats in jeugdhuis Reflex in Sint-Lievens-Houtem naar aanleiding van de vijfde verjaardag van het programma.

## Medewerkers
Naast de presentatoren zijn er nog een paar andere medewerkers: Camera Chris was de regisseur van het programma op het televisiekanaal Kanaal 39 tot hij in 2015 werd opgevolgd door Toffen Thomas. Stillen Dany is de audiotechnicus die de artiesten die komen optreden tijdens het programma begeleidt. Geregeld is ook Redactrice Nasira te horen. De muzieksamenstelling gebeurt na het vertrek van Peter Verhoeven door Sem Thomasson.

## Cutting Edge Award
Op 10 januari 2014 werd Que Pasa genomineerd voor een Cutting Edge Award in de categorie Beste Radioprogramma.